# 狗飼恭子
狗飼 恭子（いぬかい きょうこ、1974年（昭和49年）7月9日 - ）は、日本の小説家、エッセイスト、脚本家。埼玉県出身。ディケイド所属。
高校在学中より『月刊カドカワ』など雑誌に作品を発表し、1993年（平成5年）に短編集『オレンジが歯にしみたから』、1995年（平成7年）に小説『冷蔵庫を壊す』、を刊行。一貫して恋愛をテーマにした執筆を続けている。また2003年以降、映画脚本をいくつか手がけている。

## 略歴
- 1974年（昭和49年） - 埼玉県に生まれる。
- 1992年（平成4年） - 第1回TOKYO FM「LOVE STATION」ショートストーリー・グランプリで佳作受賞。
- 1993年（平成5年） - 埼玉県立伊奈学園総合高等学校卒業。『オレンジが歯にしみたから』刊行。
- 1995年（平成7年） - 小説第一作『冷蔵庫を壊す』を発表。

## 作品

### 小説・物語
- 『オレンジが歯にしみたから』角川文庫、1993年
- 『冷蔵庫を壊す』幻冬舎、1995年（幻冬舎文庫、1997年）
- 『月のこおり』幻冬舎、1996年
- 『Nights〜翼がなくても空は飛べる』宮宅拓己絵、双葉社、1996年
- 『おしまいの時間（とき）』幻冬舎、1997年（幻冬舎文庫、1999年）
- 『南国再見』幻冬舎文庫、1997年
- 『彼の温度』幻冬舎文庫、1997年
- 『あいたい気持ち』幻冬舎文庫、1998年
- 『一緒にいたい人』幻冬舎文庫、1998年
- 『愛のようなもの』幻冬舎文庫、1999年
- 『雪を待つ八月』幻冬舎文庫、1999年
- 『深い深い夢の中』幻冬舎文庫、2000年
- 『恋の罪』幻冬舎文庫、2000年
- 『好き』幻冬舎、2001年（幻冬舎文庫、2003年）
- 『忘れないからね』幻冬舎文庫、2001年
- 『薔薇の花の下』幻冬舎、2001年（幻冬舎文庫、2003年）
- 『低温火傷I〜たとえすでに誰かのものでも』幻冬舎文庫、2002年
- 『低温火傷II〜わたしだけ好きなふりをして』幻冬舎文庫、2002年
- 『低温火傷III〜愛のためにしか生きられない人』幻冬舎文庫、2002年
- 『国境の南、太陽の西RMX』メディアファクトリー、2003年（「国境」に改題し、『国境／太陽』メディアファクトリー、2007年 所収）
- 『温室栽愛』幻冬舎、2004年（幻冬舎文庫、2007年、ISBN 9784344409606）
- 『Sea of Dreams』角川書店、2007（講談社ディズニー文庫、2009年、ISBN 9784062829182）  - 東京ディズニーシー5周年記念小説WEBシネマ原作
- 『遠くでずっとそばにいる』幻冬舎文庫、2012年
- 『一緒に絶望いたしましょうか』幻冬舎文庫、2020年

### エッセイ
- 『愛の病』幻冬舎文庫、2003年
- 『幸福病』幻冬舎文庫、2006年
- 『ロビンソン病』幻冬舎文庫、2009年、ISBN 9784344413641

### 共著
- 「やさしい気持ち」『LOVE SONGS』共著、幻冬舎文庫、1997年 所収
- 「町が雪白に覆われたなら」『あのころの宝もの』メディアファクトリー、2003（『ありがと。』ダ・ヴィンチ編集部編、メディアファクトリー、2004年）所収
- 『いとしさの王国へ〜文学的少女漫画読本』共著、マーブルトロン、2003年
- 「空に星が綺麗」『靴に恋して』共著、ソニー・マガジンズ、2004年 所収
- 「東京がパリになる日」『パリよ、こんにちは』共著、角川書店、2005年 所収
- 『愛すること愛されること〜「愛について」の13のレポート』共著、ソニーマガジンズ、2005年
- 「太陽」『国境／太陽』メディアファクトリー、2007年、ISBN 9784840118286 所収
- 「カナブンはいない」「きみの隣を」『恋時雨 恋はときどき泪が出る』共著、メディアファクトリー、2009年、ISBN 9784840130400 所収
- 『恋時雨 恋はときどき泪が出る』橋口いくよ, 佐藤真由美共著 メディアファクトリー[ダ・ヴィンチブックス] 2009

### 脚本
- 短編映画『ストロベリーフィールド』堀江慶監督、スローラーナー、2003年
- 映画『天国の本屋〜恋火』篠原哲雄監督との共同脚本、松久淳と田中渉の共著原作、松竹、2004年
- 映画『ストロベリーショートケイクス』矢崎仁司監督、魚喃キリコ原作、アップリンク、キュービカル・エンタテインメント、2006年
- 短編WEBシネマ『大安吉日 - ウェイバックマシン（2006年2月14日アーカイブ分）』矢崎仁司監督との共同脚本、短編.jp、2006年
- 映画『未来予想図 〜ア・イ・シ・テ・ルのサイン〜』蝶野博監督、松竹、2007
- 映画『七夜待』河瀬直美監督、2008年
- 映画『スイートリトルライズ』矢崎仁司監督、ブロードメディア・スタジオ会社、2010年
- 映画『百瀬、こっちを向いて。』耶雲哉治監督、スールキートス、2014年
- 映画『天使のいる図書館』、2017年
- 映画『風の電話』（第70回ベルリン国際映画祭国際審査員特別賞）、ブロードメディア・スタジオ、諏訪敦彦監督、2020年
- ドラマ『竹内涼真の撮休』第2話、内田英治監督、WOWOW、2020年[1]

### 公式サイト
- 株式会社ディケイド（所属事務所プロフィール）
- 緑色珈琲（狗飼恭子オフィシャルブログ）

### 連載
- 愛の病（Webマガジン幻冬舎）